# Nisipari
Nisipari – wieś w Rumunii, w okręgu Konstanca, w gminie Castelu. W 2011 roku liczyła 1904 mieszkańców.